# Wereldbeker schaatsen 2008/2009 - Wereldbeker 2 - 1000 meter mannen
De tweede van 10 wedstrijden voor de wereldbeker schaatsen 1000 meter werd gehouden op 16 november 2008 in Heerenveen.

## Uitslag A-divisie
| rang   | schaatser             | tijd       | punten |
| ------ | --------------------- | ---------- | ------ |
| Goud   | Shani Davis           | 1.08,99    | 100    |
| Zilver | Pekka Koskela         | 1.09,05    | 80     |
| Brons  | Simon Kuipers         | 1.09,26    | 70     |
| 4      | Erben Wennemars       | 1.09,31    | 60     |
| 5      | Keiichiro Nagashima   | 1.09,32    | 50     |
| 6      | Stefan Groothuis      | 1.09,38    | 45     |
| 7      | Denny Morrison        | 1.09,45    | 40     |
| 8      | Mo Tae-Bum            | 1.09,75    | 36     |
| 9      | Trevor Marsicano      | 1.10,02    | 32     |
| 10     | Mika Poutala          | 1.10,10    | 28     |
| 11     | Mark Tuitert          | 1.10,21(0) | 24     |
| 12     | Håvard Bøkko          | 1.10,21(9) | 21     |
| 13     | Lee Kyou-hyuk         | 1.10,27    | 18     |
| 14     | Samuel Schwarz        | 1.10,43    | 16     |
| 15     | Lee Jong-Woo          | 1.10,44    | 14     |
| 16     | Nick Pearson          | 1.10,51    | 12     |
| 17     | Jevgeni Lalenkov      | 1.10,75    | 10     |
| 18     | Dmitri Lobkov         | 1.10,88    | 8      |
| 19     | Yu Fengtong           | 1.11,34    | 6      |
| 20     | Mikael Flygind-Larsen | 1.11,46    | 5      |

## Loting
| rit | binnenbaan          | buitenbaan            |
| --- | ------------------- | --------------------- |
| 1   | Nick Pearson        | Yu Fengtong           |
| 2   | Trevor Marsicano    | Lee Kyou-hyuk         |
| 3   | Mika Poutala        | Samuel Schwarz        |
| 4   | Mo Tae-Bum          | Mikael Flygind-Larsen |
| 5   | Lee Jong-Woo        | Håvard Bøkko          |
| 6   | Mark Tuitert        | Dmitri Lobkov         |
| 7   | Keiichiro Nagashima | Erben Wennemars       |
| 8   | Pekka Koskela       | Denny Morrison        |
| 9   | Simon Kuipers       | Jevgeni Lalenkov      |
| 10  | Stefan Groothuis    | Shani Davis           |

## Top 10 B-divisie
| rang | schaatser                | tijd       | punten |
| ---- | ------------------------ | ---------- | ------ |
| 1    | Jan Bos                  | 1.10,19    | 25     |
| 2    | François Olivier Roberge | 1.10,52    | 19     |
| 3    | Chad Hedrick             | 1.10,92    | 15     |
| 4    | Christoffer Rukke        | 1.11,35    | 11     |
| 5    | Philippe Riopel          | 1.11,39    | 8      |
| 6    | Muncef Ouardi            | 1.11,54    | 6      |
| 7    | Joel Eriksson            | 1.11,58    | 4      |
| 8    | Konrad Niedźwiedzki      | 1.11,92(5) | 2      |
| 9    | Frank Steiner            | 1.11,92(8) | 1      |
| 10   | Lee Kang-seok            | 1.11,97    | 0      |